# Landsberg (Saalekreis)
Landsberg település Németországban, azon belül Szász-Anhalt tartományban. Lakosainak száma 15 088 fő (2023. december 31.). Landsberg Kabelsketal és Petersberg községekkel határos.

## Népesség
A település népességének változása:
| Lakosok száma | 15 032 | 15 054 | 14 960 | 15 015 | 15 088 |
|               | 2017   | 2019   | 2021   | 2022   | 2023   |